# 가봉의 코로나19 범유행
다음은 가봉의 코로나19 범유행 현황에 대한 설명이다.

## 배경
세계보건기구(WHO)는 12일 2019년 12월 31일 처음 WHO의 주목을 받았던 중화인민공화국 후베이성 우한시의 한 집단에서 신종 코로나바이러스가 호흡기 질환의 원인임을 확인했다. 이 군단은 처음에 우한화난수산물도매시장과 연결되어 있었다. 그러나 실험실 확정 결과가 나온 그 첫 사례들 중 일부는 시장과 연관성이 없었고, 전염병의 근원은 알려져 있지 않다.
2003년 사스와 달리 COVID-19의 경우 치명률은 훨씬 낮았지만, 총 사망자 수가 상당할 정도로 감염 경로는 훨씬 더 컸다. COVID-19는 전형적으로 약 7일 정도의 독감과 유사한 증상을 보이며, 그 후 일부 사람들은 병원에 입원해야 하는 바이러스성 폐렴의 증상으로 발전한다. 3월 19일부터 COVID-19는 더 이상 "높은 결과 감염병"으로 분류되지 않았다.

## 연혁
코로나바이러스의 확진 나흘 전인 3월 12일 프랑스에서 가봉으로 돌아온 가봉인 27세의 남자가 첫 번째 사례가 발표됐다.
3월 17일에는 외교부 소속 여성 1명을 포함해 전국에서 2건의 추가 사례가 확인됐다. 그녀는 귀국하기 전에 마르세유와 파리를 방문했다. 또 다른 환자는 리언 엠바 리브르빌 국제공항에서 근무하는 29세의 국경 경찰이다. 그녀는 3월 8일 프랑스에서 도착한 가봉에서 처음 확인된 사건의 여권을 확인했다.
3월 20일, 첫 사망이 확정되었다.
지난 3월 24일 보건부가 두 가지 새로운 사례를 발표하면서 6건으로 늘어났는데, 이 두 가지 사례는 토고 국민 45세, 가봉 주민 45세 그리고 최근 3월 11일 세네갈에서 돌아왔으며, 가봉인 국민 42세였다.

## 같이 보기
- 아프리카의 코로나19 범유행
- 나라별 코로나19 범유행